# Bothus lunatus
Bothus lunatus es una especie de pez de la familia Bothidae en el orden de los Pleuronectiformes.

## Hábitat
Es un pez de mar. Es acuático.

## Morfología
• Pueden llegar alcanzar los 46 cm de longitud total.

## Distribución geográfica
Se encuentra en las  costas del  Atlántico Occidental (desde Florida, Bermuda y las Bahamas hasta Brasil) y las del Atlántico Oriental (Golfo de Guinea ).